# コブナナフシ
コブナナフシ (学名：Neohirasea japonica) は、フトナナフシ科に分類される昆虫の1種。日本の固有種であり、日本のナナフシの中でも特徴的な種である。日本に分布するフトナナフシ科は本種のみである。

## 特徴
体は長く頑強である。雄は全長37-42mm、雌は全長45-51mm。雌雄とも翅を持たず、頭部にはこぶがある。雄は一様に褐色から暗褐色で、成虫になると腹部基部に小さな暗色の斑点が見られ、後胸には翼のように見える1対の大きな斑点が入る。眼の前と後ろには1対の鈍い棘がある。額の先端には2つの明瞭な隆起があり、後ろではほぼ接しており、前に向かうにつれて離れている。中胸背板の後端には、特に大きな1対の隆起がある。腹部は断面が円形である。腹部第八節の後端中央に隆起がある。雌は鮮やかなベージュと茶色の混ざった色で、黒い斑点模様が入る。これは同属他種の雌にも共通する特徴である。雌の中胸背板は平行で、後胸背板は四角形である。この点で近縁種の Orestes shirakii の雌と区別できる。Orestes shirakii の雌の中胸背板は後方に向かってわずかに広く、後胸背板は長方形である。雌雄ともに年齢を重ねるにつれて模様は薄くなり、次第に一様な茶色に近づく。特定の条件下では、幼虫は目立つ赤褐色になることがある。

## 分布
日本の固有種であり、主に南西諸島に分布する。鹿児島県では大隅半島、屋久島、種子島、口永良部島、中之島、悪石島、宝島、奄美大島、徳之島、加計呂麻島、与路島、沖永良部島、与論島、沖縄県では沖縄本島、平安座島、伊計島、伊平屋島、津堅島、渡嘉敷島、粟国島、久米島、宮古島、伊良部島、下地島、来間島、多良間島、石垣島、竹富島、西表島、与那国島から記録がある。

## 生態
卵、幼虫、成虫ともに周年で見られ、寿命は3-5年とされる。カラムシ、ヤマゴボウ、キイチゴ、ガジュマル、シダ、ブナ、サンゴジュなどを食す。

## 分類
George Ho Wai-Chunは、自身が調査した標本に基づき、2016年にこの種を Pylaemenes japonicus として記載した。種小名は分布域に由来する。彼はホロタイプとして、1982年5月8日に屋久島で岡田正哉によって採集され、大阪市立自然史博物館に寄贈された雌を選んだ。1979年から2012年の間に収集されたさまざまな標本はパラタイプとされ、大阪市立自然史博物館、香港の昆虫学会、名古屋にある岡田氏のコレクションに収蔵されている。1935年には素木得一が大日本帝国の標本を調査しており、Datames mouhotii（現在の Orestes mouhotii ）として記載していた。HoとPaul D. Brockは2013年にこれらの標本を Pylaemenes shirakii（現在の Orestes shirakii ）に分類した。Hoは2016年にこれらの標本をさらに区別し、台湾産のものを Pylaemenes shirakii とし、2016年には琉球諸島産のものを Pylaemenes japonicus とした。また岡田 (1999) とBrock (1999) による Datames mouhotii とされた標本、Brock & okada (2005) の標本、Ikawa (2015) によって Pylaemenes guangxiensis (現在の Orestes guangxiensis ) と命名された標本、Ho自身が命名した Orestes shirakii、Ho (2013) およびFrank H. Hennemann et al (2016) による標本は本種である。
Joachim Bresseel and Jérôme Constantは、2018年にベトナム産の6つの Orestes 属の記載と同時に、コブナナフシを Orestes 属に分類した。Sarah Bankらによる遺伝子解析の結果、コブナナフシは Orestes shirakii およびベトナムの2種とともに、Orestes 属内に共通の単系統群を形成していることが判明した。ベトナムの2種とは、Orestes japonicus の姉妹種である Orestes dittmari と、ソンドン県のTây Yên Tử自然保護区に生息する未記載種である。

## 人との関わり
2013年からヨーロッパで有性生殖の系統が繁殖され、飼育されている。当初は Pylaemenes guangxiensis 'Okinawa' と呼ばれていた。栗林一寿は2010年頃に沖縄で最初の標本を採集した。彼はBrockとOkada (2005)に倣って標本にそのように命名した。この個体は2018年にBresseelとConstantによって本種と同定された。
飼育や繁殖が容易である。湿度の高い環境を好むため、飼育環境には土が敷かれる。飼育下ではキイチゴや他のバラ科の植物の葉、サラール、ハシバミ、オーク、ブナ、ハブカズラ属や他のサトイモ科の植物の葉を与える。

## 画像

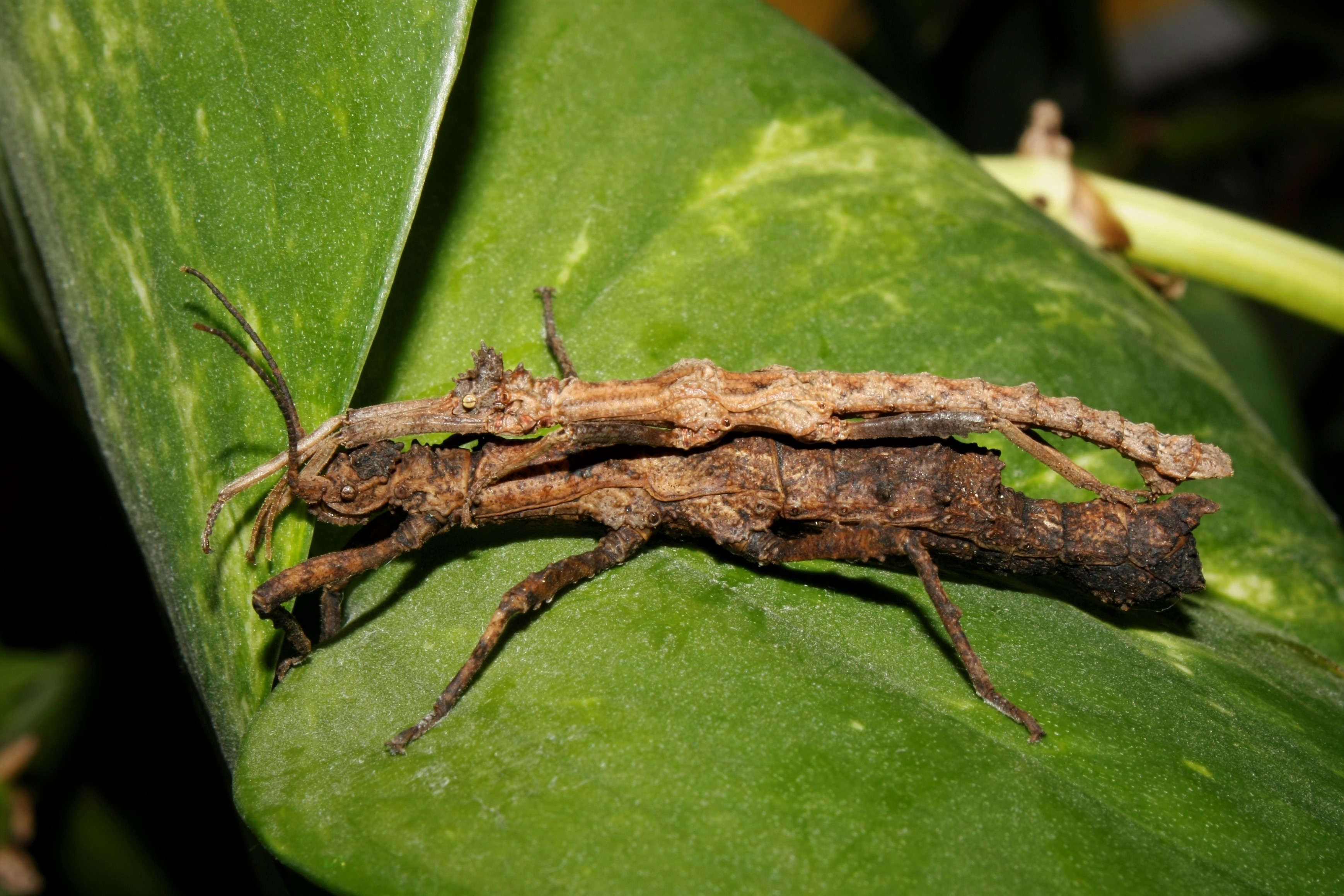
ペア
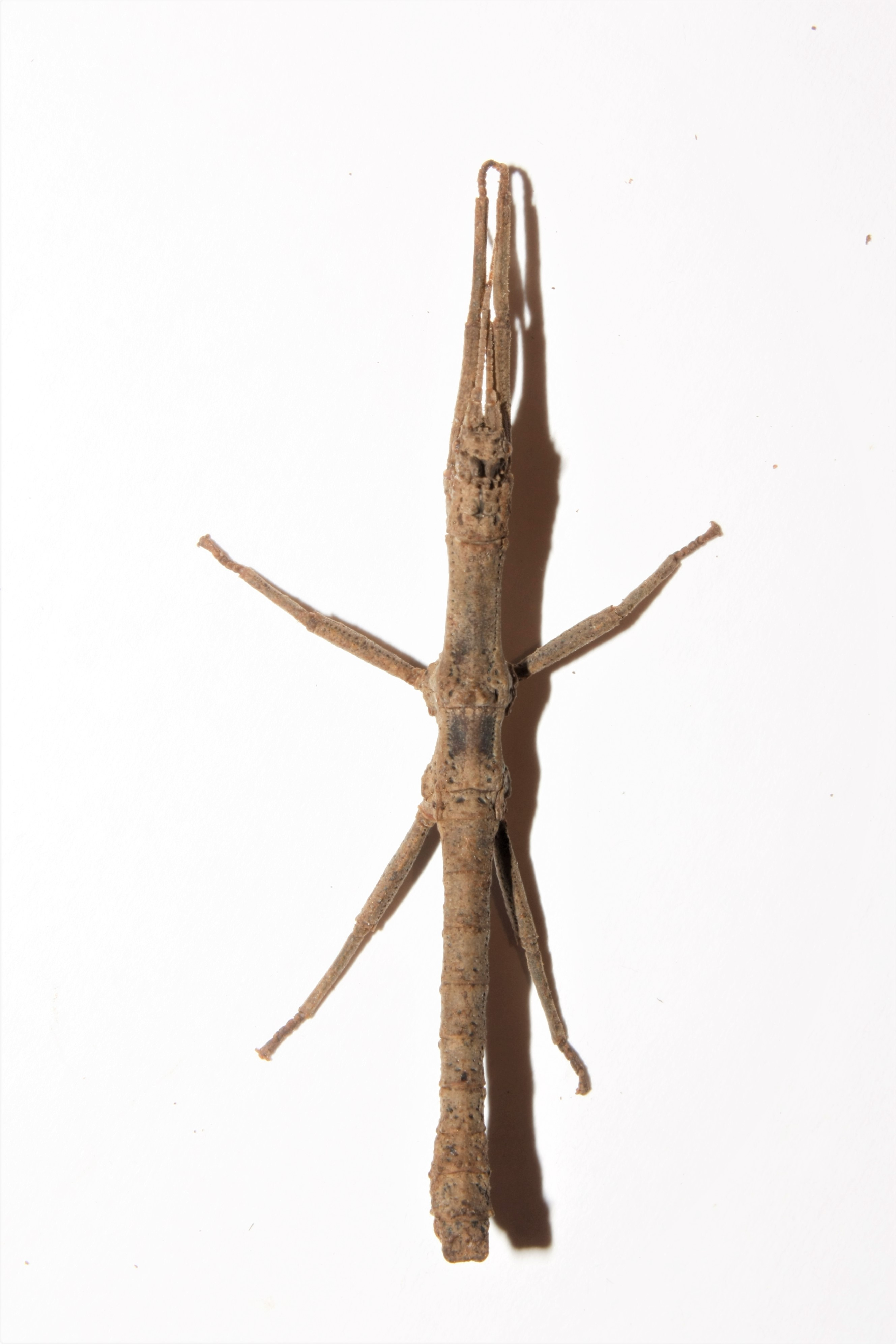
雄
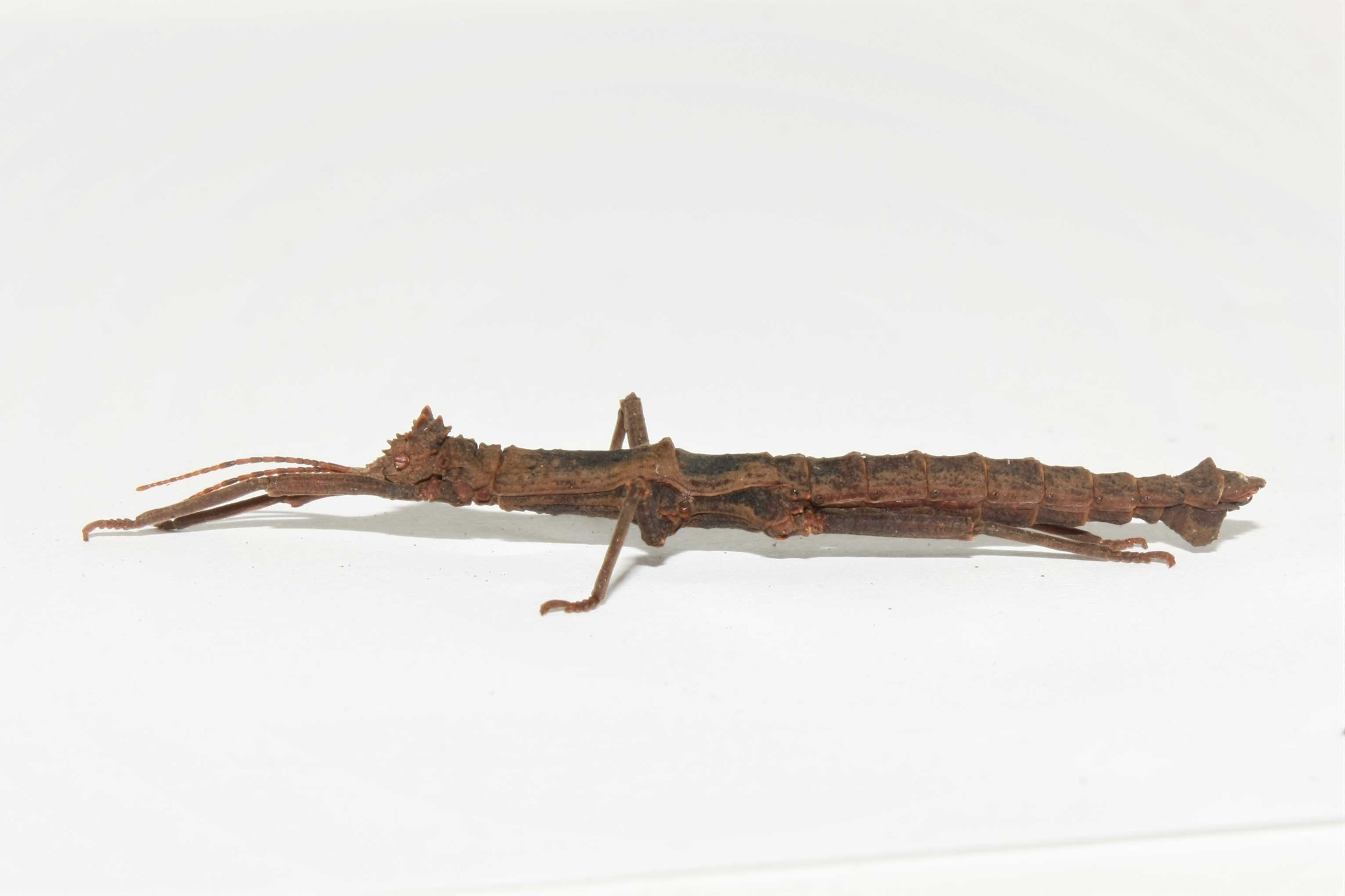
雄
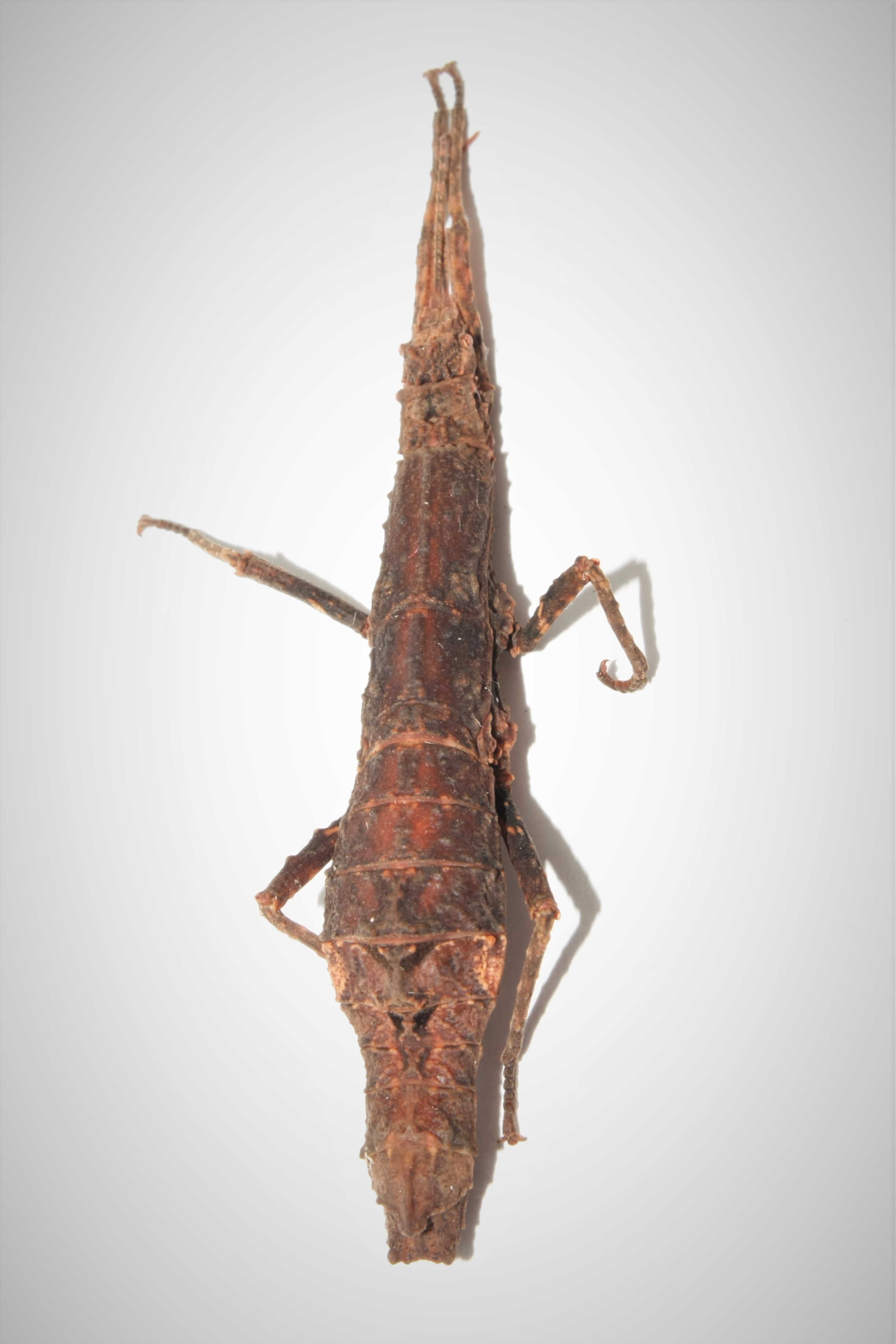
雌
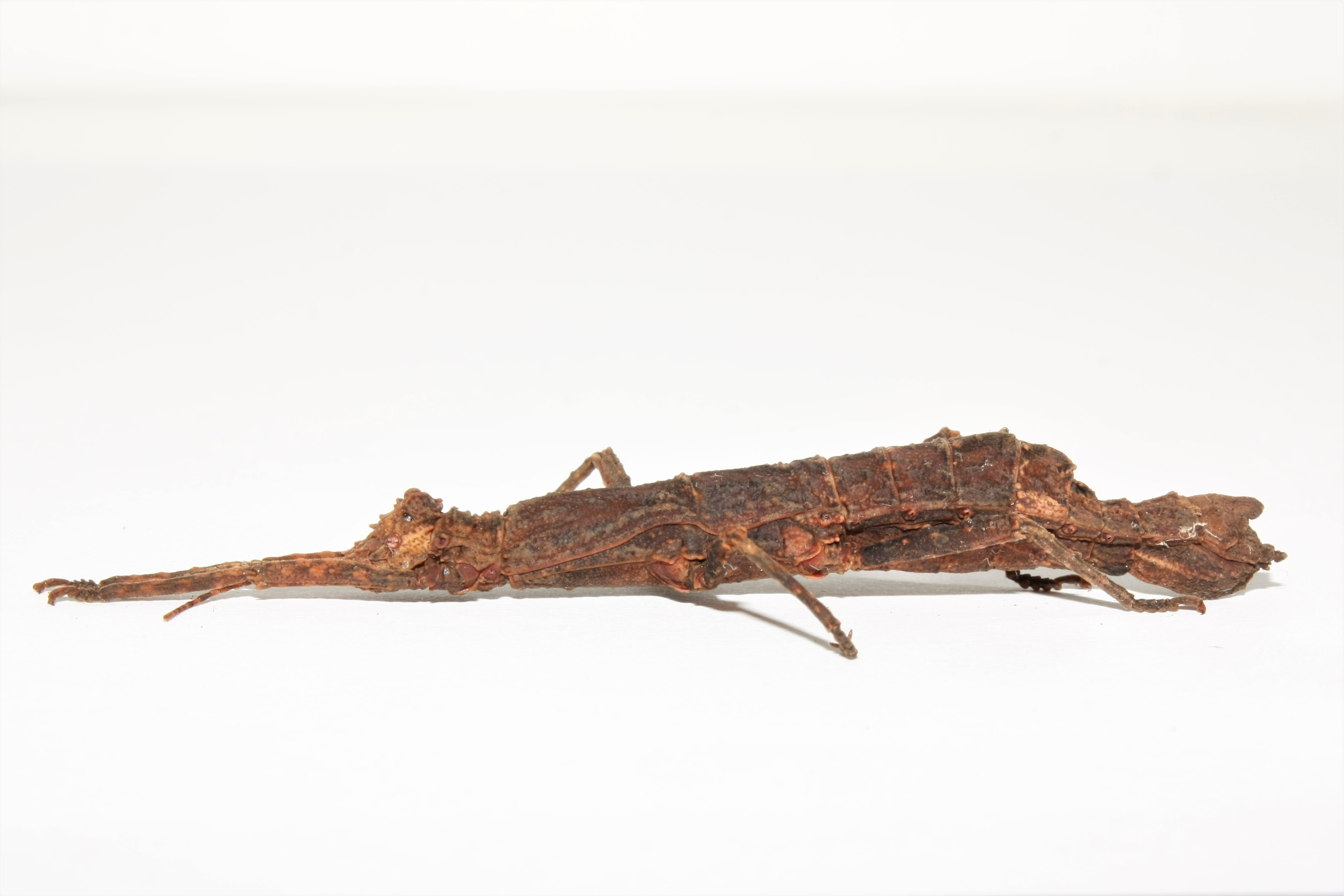
雌